# Fassato

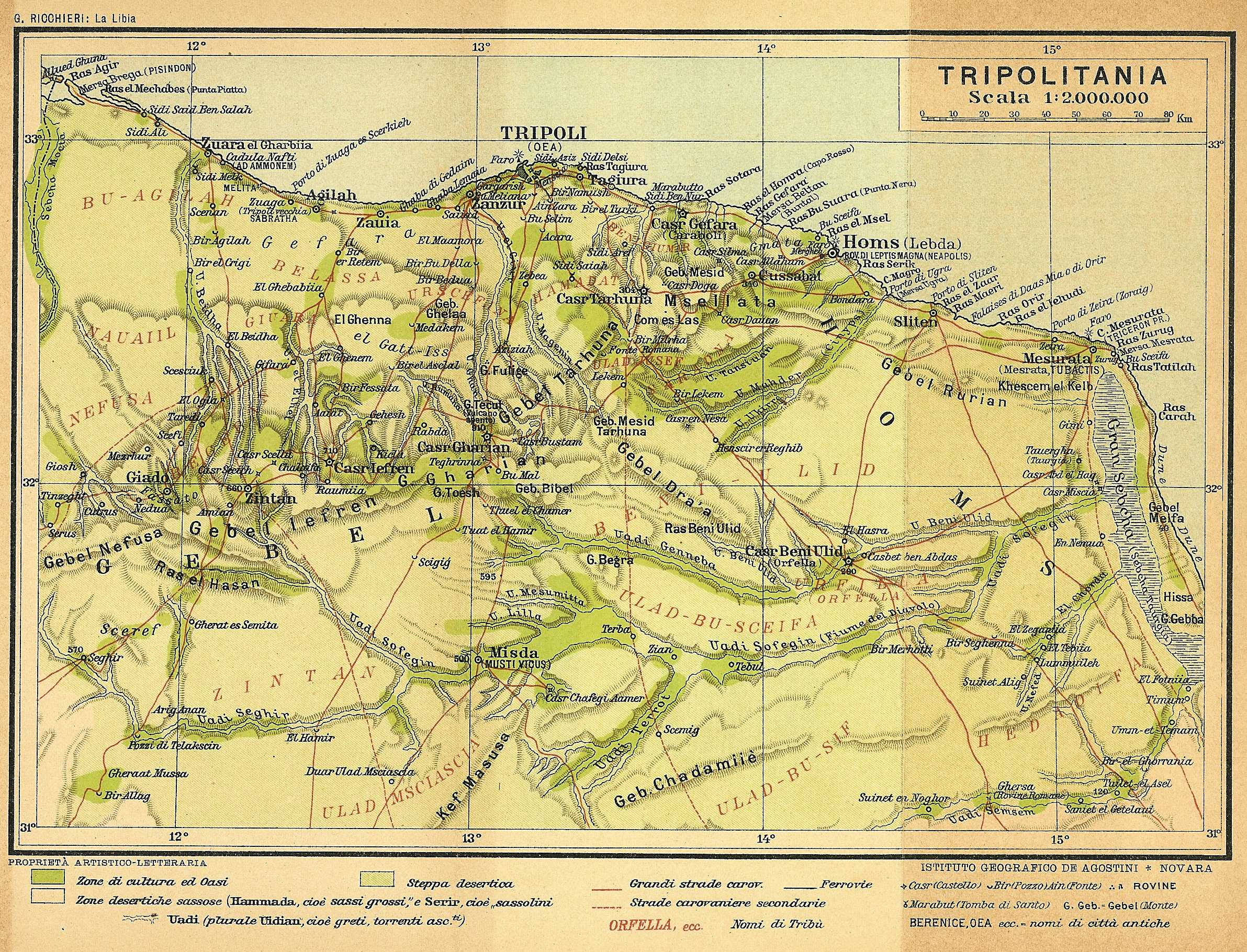
Cartina della Tripolitania - Fassato è nella parte occidentale, intorno a Giado

Fassato (in berbero Fassâṭo, in grafia araba ﻓﺴﺎﻃﻮ), è una località del Gebel Nefusa in Tripolitania (Libia). Nella descrizione che ne danno gli antichi storici ibaditi si trattava di un qsar, un luogo fortificato o un vero e proprio villaggio. Oggi il nome si applica soprattutto ad una regione al centro del Gebel Nefusa. Di essa fanno parte i villaggi di Termisa, Udjlim, Ushebari, Talat Numiran, Temuget, At-Ignaun, Shekshuk, Giado (che ne è il capoluogo), Mezzu, Gemmari, At-Indebas, Timezghura, Wifat, Regreg e Temezda.
Le più antiche menzioni della località risalgono al X secolo (Siyar di Shemmakhi). Il nome è di origina latina. Con ogni probabilità continua il romanzo d'Africa *Fossato, che viene dal latino fossatum "fossato, specie come fortificazione". ci si trova infatti molto vicino all'antico limes romano e bizantino, ed inoltre la regione è ricca di toponimi di evidente origine romana. Ad esempio, la località di Termisa discende molto probabilmente da un latino Thermis.
Fassato è ancor oggi una località berberofona, dove si parla il nefusi, e la sola grammatica di berbero di una certa ampiezza composta in italiano è quella che Francesco Beguinot scrisse prendendo come modello proprio la lingua della regione di Fassato. Anche i poemetti ibaditi composti nel Gebel Nefusa e raccolti da Luigi Serra provengono da Mezzu, nella regione di Fassato.